# Togo en los Juegos Olímpicos de Múnich 1972
Togo estuvo representado en los Juegos Olímpicos de Múnich 1972 por siete deportistas masculinos que compitieron en tres deportes.
El portador de la bandera en la ceremonia de apertura fue el atleta Roger Kangni. El equipo olímpico togolés no obtuvo ninguna medalla en estos Juegos.